# James Grogan
James David "Jim" Grogan  (Tacoma, Washington, 7 de dezembro de 1931 – San Bernardino, Califórnia, 2 de julho de 2000) foi um patinador artístico estadunidense. Ele conquistou uma medalha de bronze olímpica em 1952, e quatro medalhas em campeonatos mundiais.

## Principais resultados
| Resultados                                            | Resultados        | Resultados       | Resultados       | Resultados    | Resultados       | Resultados        | Resultados       | Resultados       | Resultados    | Resultados    | Resultados    | Resultados    |
| Internacional                                         | Internacional     | Internacional    | Internacional    | Internacional | Internacional    | Internacional     | Internacional    | Internacional    | Internacional | Internacional | Internacional | Internacional |
| Evento/Temporada                                      | 1946– 1947        | 1947– 1948       | 1948– 1949       | 1949– 1950    | 1950– 1951       | 1951– 1952        | 1952– 1953       | 1953– 1954       |               |               |               |               |
| ----------------------------------------------------- | ----------------- | ---------------- | ---------------- | ------------- | ---------------- | ----------------- | ---------------- | ---------------- | ------------- | ------------- | ------------- | ------------- |
| Jogos Olímpicos                                       |                   | 6.º              |                  |               |                  | Medalha de bronze |                  |                  |               |               |               |               |
| Campeonato Mundial                                    |                   | 5.º              | 4.º              |               | Medalha de prata | Medalha de prata  | Medalha de prata | Medalha de prata |               |               |               |               |
| Campeonato Norte-Americano                            | Medalha de prata  |                  | Medalha de prata |               | Medalha de prata |                   |                  |                  |               |               |               |               |
| Nacional                                              |                   |                  |                  |               |                  |                   |                  |                  |               |               |               |               |
| Campeonato dos Estados Unidos                         | Medalha de bronze | Medalha de prata | Medalha de prata |               | Medalha de prata | Medalha de prata  |                  |                  |               |               |               |               |
|                                                       |                   |                  |                  |               |                  |                   |                  |                  |               |               |               |               |
| Legenda: Competição não foi disputada nesta temporada |                   |                  |                  |               |                  |                   |                  |                  |               |               |               |               |